# Qaradolaq (Qax)
Qaradolaq è un comune dell'Azerbaigian situato nel distretto di Qax. Conta una popolazione di 196 abitanti.